# Ilse Huber
Ilse Huber (* 26. Jänner 1949 in Niederösterreich; † 7. September 2024) war eine österreichische Juristin und Richterin, die insbesondere durch ihre Tätigkeit als Verfahrensrichterin im Ibiza-Untersuchungsausschuss bekannt wurde.

## Leben und Ausbildung
Hubers Eltern und auch schon ihre 1899 geborene Großmutter waren Lehrer. Ursprünglich wollte sie Schneiderin oder ebenfalls Lehrerin werden, aber insbesondere die Großmutter ermutigte sie, ein Studium aufzunehmen. Von den 1967 angebotenen Studienfächern entschied sie sich für das Jusstudium, „weil ich nicht wusste, was ich sonst studieren könnte“, aber auch wegen der Aussicht möglichst schnell finanziell unabhängig sein zu können.
Das Studium absolvierte sie nach eigener Aussage mit wenig Begeisterung, aber ihr Ehrgeiz wurde dadurch herausgefordert, dass man ihr sagte, als Frau habe sie sowieso keine Chancen, schon gar nicht bei Gericht. Am 7. September 2024 verstarb sie im Alter von 75 Jahren an den Folgen eines Verkehrsunfalls.

## Berufliche Laufbahn
Nach dem Studium trat sie das damals übliche Gerichtsjahr bereits mit der Absicht an, selbst Richterin zu werden. Zum damaligen Zeitpunkt lag der Anteil der Frauen in der Justiz bei 1,5 bis 2 %. Sie erfüllte die strengen Auswahlkriterien und wurde 1974 zunächst am Bezirksgericht Neulengbach zur Richterin ernannt. Über Stationen an niederösterreichischen Bezirksgerichten, am Landesgericht St. Pölten und am Oberlandesgericht Wien gelangte sie 1993 an den Obersten Gerichtshof (OGH), wo sie im Zivilrechtsbereich tätig war. Vom 1. April 2012 bis zu ihrer Pensionierung Ende 2014 diente sie dort zusätzlich als Vizepräsidentin.
Der zur Aufklärung der Ibiza-Affäre im Januar 2020 eingesetzte Untersuchungsausschuss betreffend mutmaßliche Käuflichkeit  der türkis-blauen Bundesregierung (Ibiza-Untersuchungsausschuss) wählte Ilse Huber einstimmig als Verfahrensrichterin. Als diese unterstützte sie den Ausschussvorsitzenden Wolfgang Sobotka und war unter anderem für die Erstbefragung der Auskunftspersonen und die Vorbereitung des Abschlussberichts des Untersuchungsausschusses zuständig. Im Juni 2020 legte sie ihre Funktion als Verfahrensrichterin zurück.

## Weitere Tätigkeiten
- Vorsitzende des Senats 3 des Österreichischen Presserats[12] bis zum März 2020[13]
- Vorsitzende des Ethikkomitees der Wirtschaftskammer Österreich[14]
- Vorsitzende der Rechts- und Disziplinarkommission für Versicherungsmakler[15]
- Vorsitzende des Ehrenrats der Österreichischen Ärztekammer[16]
- Lehrbeauftragte bei der Donau-Universität Krems[16]
- Gutachterin und Vortragende im Bereich Versicherungsrecht.[16]